# Tithaeus indochinensis
Tithaeus indochinensis is een hooiwagen uit de familie Tithaeidae. De originele naamcombinatie (protoniem) is Tithaeus indochinensis Roewer, 1925. De huidige (vanaf 2023) geldig wetenschappelijke naam van Tithaeus indochinensis Gaat terug op Carl Frederick Roewer.